# Premio Nacional de Investigación Leonardo Torres Quevedo
El Premio Nacional de Investigación Leonardo Torres Quevedo es un premio de Ingeniería convocado por el Ministerio de Ciencia, Innovación y Universidades de España y entregados por SM el Rey en el Palacio Real.
El premio se instauró en 1983 y pertenece junto con otros nueve premios a los Premios Nacionales de Investigación. Se convoca cada dos años y en 1991 y 1993 no se convocó.
El objetivo de todos estos premios es el reconocimiento de los méritos de las científicos o investigadores españoles que realizan «una gran labor destacada en campos científicos de relevancia internacional, y que contribuyan al avance de la ciencia, al mejor conocimiento del hombre y su convivencia, a la transferencia de tecnología y al progreso de la Humanidad».

## Premiados
| Año  | Investigador                               | Trabajo |
| ---- | ------------------------------------------ | --- |
| 1983 | José García Santesmases                    | |
| 1985 | Enrique Costa Novella                      | |
| 1987 | Antonio Luque López y Eduardo Primo Yufera | |
| 1989 | Enrique Sánchez Monge y Perellada          | |
| 1995 | Avelino Corma Canos                        | |
| 1997 | José Luis Huertas Díez                     | |
| 1999 | Manuel Elices Calafat                      | |
| 2002 | Enrique Alarcón Álvarez                    | método numérico de los elementos de contorno, cálculo dinámico y sísmico de estructuras |
| 2004 | José Domínguez Abascal                     | mecánica de la fractura. |
| 2006 | Mateo Valero Cortés                        | ingeniería de la arquitectura de los ordenadores a través de aportaciones fundamentales en el campo de los computadores vectoriales, sirviendo de base al procesador vectorial para supercomputación SX1 |
| 2008 | María Vallet Regí                          | contribuciones singulares en el campo de los biomateriales cerámicos y otros biomateriales para su aplicación en traumatología, odontología e ingeniería tisular                                         |
| 2010 | Enrique Castillo Ron                       | contribución a los campos de la estadística de valores extremos y de la fiabilidad |
| 2014 | José María Benlloch Baviera                | Por sus relevantes contribuciones a la aplicación de la imagen molecular en biomedicina |
| 2019 | Susana Marcos Celestino                    | Por sus contribuciones la ingeniería óptica y fotónica, y al desarrollo industrial de instrumentos de diagnóstico y corrección en oftalmología.                                                          |
| 2020 | José Capmany Francoy                       | Por su contribución pionera al campo de la Ingeniería Fotónica y las Telecomunicaciones Ópticas, a través de una actividad científica de vanguardia con una importante repercusión internacional.        |
| 2021 | Aníbal Ollero                              | Por “la excelencia de su actividad investigadora”, principalmente en “el desarrollo de sistemas autónomos”.                                                                                              |
| 2023 | Javier LLorca                              | Por "el carácter pionero y liderazgo de su investigación en el campo de la Ingeniería de Materiales Computacional".                                                                                      |
| 2024 | Eugenio Oñate                              | Por "el impacto de sus aportaciones pioneras en el desarrollo de métodos computacionales para aplicaciones de ingeniería".                                                                               |